# Liparis petschiliensis
Liparis petschiliensis és una espècie de peix pertanyent a la família dels lipàrids.
És un peix marí, demersal i de clima temperat. Es troba al Pacífic nord-occidental: la Xina. És inofensiu per als humans.